# Lazec, Loški Potok
Lazec je naselje v Občini Loški Potok.